# Ігумнов Сергій Миколайович

Сергій Ігумнов

Сергі́й Микола́йович Ігу́мнов (*8 жовтня (20 жовтня) 1864, містечко Лебедянь Тамбовської губернії, нині Липецької області Росії — †25 жовтня 1942, Харків) — російський і український санітарний лікар, поет.

## Біографія
Народився в сім'ї купця. Старший брат композитора Костянтина Ігумнова.
Закінчив медичний факультет Московського університету (навчався у 1884—1889 роках). Після цього 10 років працював земським лікарем у Лебедянському повіті. У 1890—1892 роках брав участь у боротьбі з епідеміями холери, тифу, з голодом.
Далі працював санітарним лікарем у Московській губернії та Херсонській губернії.
Від 1904 року жив у Харкові. Працював завідувачем санітаного бюро губернського земства. У 1908—1913 роках викладав у фельдшерській школі. 1921 року Ігумнова обрали професором Інституту народного господарства, читав курс санітарної статистики.
1911 та 1915 року в Харкові побачили світ два поетичні збірники Ігумнова — «Стихи».

## Праці
Праці Ігумнова присвячено емідеміології та демографії, а також санітарній справі. Узагальнив і розвинув передові ідеї земської медицини.
Опублікував чимало публіцистичних статей (в основному про становище земської медицини в Росії).
Серед праць радянського часу:
- Игумнов С. Очерки развития земской медицины в губерниях, вошедших в состав УССР, в Бессарабии и в Крыму. — К. 1940.
- Ігумнов С. Нарис розвитку земської медицини в Україні // Матеріали до історії розвитку охорони здоров'я на Україні. — К. 1957.

## Електронні джерела
- Поезія Московського університету від Ломоносова і до… Біографія та вірші Ігумнова російською мовою [Архівовано 21 жовтня 2007 у Wayback Machine.]